# Klassens jul
Klassens jul er en tv-julekalender, der blev vist på DR Ultra fra den 24. november til 24. December 2017. Serien er baseret på Klassen, der i flere omgange er sendt på DR Ultra.

## Medvirkende
- Lærer Michael: Jesper Ole Feit Andersen
- Jonas: Marwan Hirlashari
- Albert: Marius Liliendal
- Max: Noah Honoré
- Signe: Lil Løvetand Rahbek
- Frida: Caroline Roseberg Mahrt
- Bertram: Elias Amati Aagsen
- Aminah: Melina Töpcü
- Tobias: Jonathan Stennicke
- Yasmin: ?
- Josefine: Nicoline Melbye Andreassen
- Frederik: Salomon Stampe Frederiksen
- Martine: Merle Filukka Høeg
- Mads: Frederic Tornvig Kissow
- Caroline: Virginia Vad
- Freja: Victoria Thandazile Shange-Andersen
- Mathilde: Alberte Søgaard
- Johanne: Hannah Maj Bruunsgaard Kemp
- Aida: Rojda Asmin Durukan
- Christoffer: Trond Bloch Henriksen
- Britt: Lia Elena Vandel
- Muna: Zehra Bicer
- Alma: ?
- Filippa: Cascha Clausen
- Clara: ?
- David: ?
- Veronica: ?
- Ester: ?
- Mikkel: Tobias Burøe
- August: ?
- Julius: ?
- Sif: Signe Dylmer
- Lukas: ?
- Enak: ?
- Mona: ?
- Emma: ?
- Mille: ?
- Agnes: ?
- Malte: ?
- Lærer Charlotte: Signe Mathilde Sørensen
- Lærer Vicky: Sofie Kaufmanas
- Frederiks far Erik: Søren Juncker Højgaard Mortensen
- Frederiks mor: Mette Sofie Thrane
- Skoleinspektøren: Kim Wilde
- Martines mormor, Hanne: Hjørdis Klingenberg

## Afsnit
- 1 - Josefines store hemmlighed
- 2 - Det mystiske brev
- 3 - Frederiks hemmelige plan
- 4 - D.O.N. truer klassen
- 5 - Det bedste julehjerte vinder
- 6 - Martine hader jul
- 7 - Den onde pakke
- 8 - Hvem Stjæler?
- 9 - Prank med pebernødder
- 10 - Martines Hævn
- 11 - Nissefælden
- 12 - Er Mathilde skyldig?
- 13 - Død over julefesten
- 14 - Frederik bliver bortvist
- 15 - Bertram som luciabrud
- 16 - Sild eller sandhed
- 17 - Det uhyggelige opkald
- 18 - D.O.N's fælde
- 19 - Julen brænder
- 20 - Den onde nisse vs. klassen
- 21 - Forsvundet i skoven
- 22 - Et kikset krybbespil
- 23 - Hemmeligt møde
- 24 - Den store overraskelse

| Fjernsyn | Spire Denne artikel om et tv-program er en spire som bør udbygges. Du er velkommen til at hjælpe Wikipedia ved at udvide den. |